# Йохан III фон Зафенберг-Нойенар
Йохан III фон Зафенберг-Нойенар (на немски: Johann III von Saffenberg-Neuenahr; * пр. 1353; † сл. 1397) е господар на Зафенберг и граф на Нойенар (1358 – 1393) в долината Артал, в Северен Рейнланд-Пфалц.

## Произход, управление и наследство
Той е син на Йохан II фон Зафенберг († 9 март 1383) и съпругата му Гертруд фон Браунсхорн († сл. 1384), дъщеря на Йохан II фон Браунсхорн-Байлщайн († 3 юни или 5 юни 1347) и Елизабет фон Долендорф († сл. 27 май 1339). Внук е на Йохан I фон Зафенберг († 1325/1330) и правнук на Йохан фон Нойенар, господар фон Зафенберг († сл. 1306) и праправнук на Дитрих фон Нойенар († 1256/1276).
Братята му са неженените Вилхелм фон Зафенберг († сл. 1382/1395/1401) и Конрад фон Зафенберг († пр. 1417). Сетра му Гертруд фон Зафенберг († сл. 1355) е омъжена на 22 юли 1355 г. за Хайнрих фон Зинциг-Арентал († ок. 1428). Сестра му София фон Зафенберг († сл. 3 декември 1383) е омъжена на 8 май 1362 г. за Дитрих фон Нойенар-Хакенбройх-Родесберг († сл. 1380). Сестра му Юта фон Зафенберг е омъжена за Херман фон Рандерат.
Йохан III фон Зафенберг се жени на 21 декември 1353 г. за роднината си графиня Катарина фон Нойенар († сл. 1393), дъщеря наследничка на граф Вилхелм III фон Нойенар († 1353) и Йохана фон Елсло († сл. 1377). Така той става граф на Нойенар и започва да се нарича „фон Зафенберг-Нойенар“. Йохан IV фон Рьозберг, от странична линия на род Нойенар, има също претенции за графството Нойенар. Наследствените конфликти траят много десетилетия.
През 1358 – 1425 г. графството Нойенар се управлява от графовете фон Нойенар-Зафенберг. През 1372 г. замъкът Нойенар (в Бад Нойенар-Арвайлер) е разрушен от войските на Арвайлер и курфюрство Кьолн.
Със синът му Вилхелм през ок. 1424 г. измира линията на графовете на Зафенберг-Нойенар, който е наследен от дъщеря му Катарина († сл. 1474), омъжена през 1419 г. за граф Филип фон Вирнебург († 1443). През 1425 – 1546 г. графството е управлявано от графовете на Нойенар-Зафенбург-Вирнебург.

## Фамилия
Йохан III фон Зафенберг-Нойенар и Катарина фон Нойенар († сл. 1393) имат осем деца:
- Вилхелм фон Зафенберг-Нойенар († между 22 ноември 1424 и 21 февруари 1432), граф на Нойенар, Зафенберг и Хаймерцхайм (1397 – 1426), женен между 9 май и 14 септември 1403 г. или 1405 г. за Матилда фон Райфершайт (* 1385/1386, † сл. 1445/1426)
- Крафт/Крафто фон Зафенберг († между 5 март и 24 април 1448), господар на Томбург-Ландскрон, женен на 13 август 1404 г. за Елизабет фон Томбург († 21 юли 1430)
- Йохан IV фон Зафенберг († между 10 май 1398 и 4 ноември 1400), граф на Нойенар (1393 – 1414), женен на 21 декември 1397 г. за Катарина фон Шлайден († между 15 март 1435 и 26 май 1441), няма деца
- Понцета фон Зафенберг († сл. 1450), омъжена 1418 г. за Еберхард фон Лимбург-Щирум († между 16 ноември 1419 и 13 декември 1424)[3]
- Катарина фон Зафенберг († сл. 31 август 1430), омъжена I. пр. 4 ноември 1400 г. за рицар Дитрих фон Гимних-Венсберг († 1421/1430), II. за Йохан II фон Шлайден цу Юнкерат († сл. 1434)
- Гертруд († сл. 1404), омъжена за Йохан „Млади“ Кесел фон дер Нюрбург
- Йохана († сл. 1438), омъжена за Вилхелм фон Гимних († сл. 1438)
- Елизабет († 21 август 1459), абатиса на Елтен

Той има и един извънбрачен син:
- Фридрих